# Jonio (métro de Rome)
Jonio est une station, terminus de sa branche nord-ouest, de la ligne B (branche B1) du métro de Rome. Elle tient son nom de sa localisation sur le Viale Jonio dans la zone nord-est de Rome.

## Situation sur le réseau
Établie en souterrain, la station Jonio est le terminus branche B1 de la ligne B du métro de Rome, après la station Conca d'Oro, en direction de Laurentina.

## Histoire
Cette station de métro a été inaugurée le 21 avril 2015. Même si la branche nord-ouest (ou B1) de la ligne entre les stations Bologna et Conca d'Oro était déjà en service depuis juin 2012.

## À proximité
La station permet d'atteindre le quartier Monte Sacro. Elle donne directement accès à l'église Santissimo Redentore a Val Melaina.